# Židovski trg (Maribor)

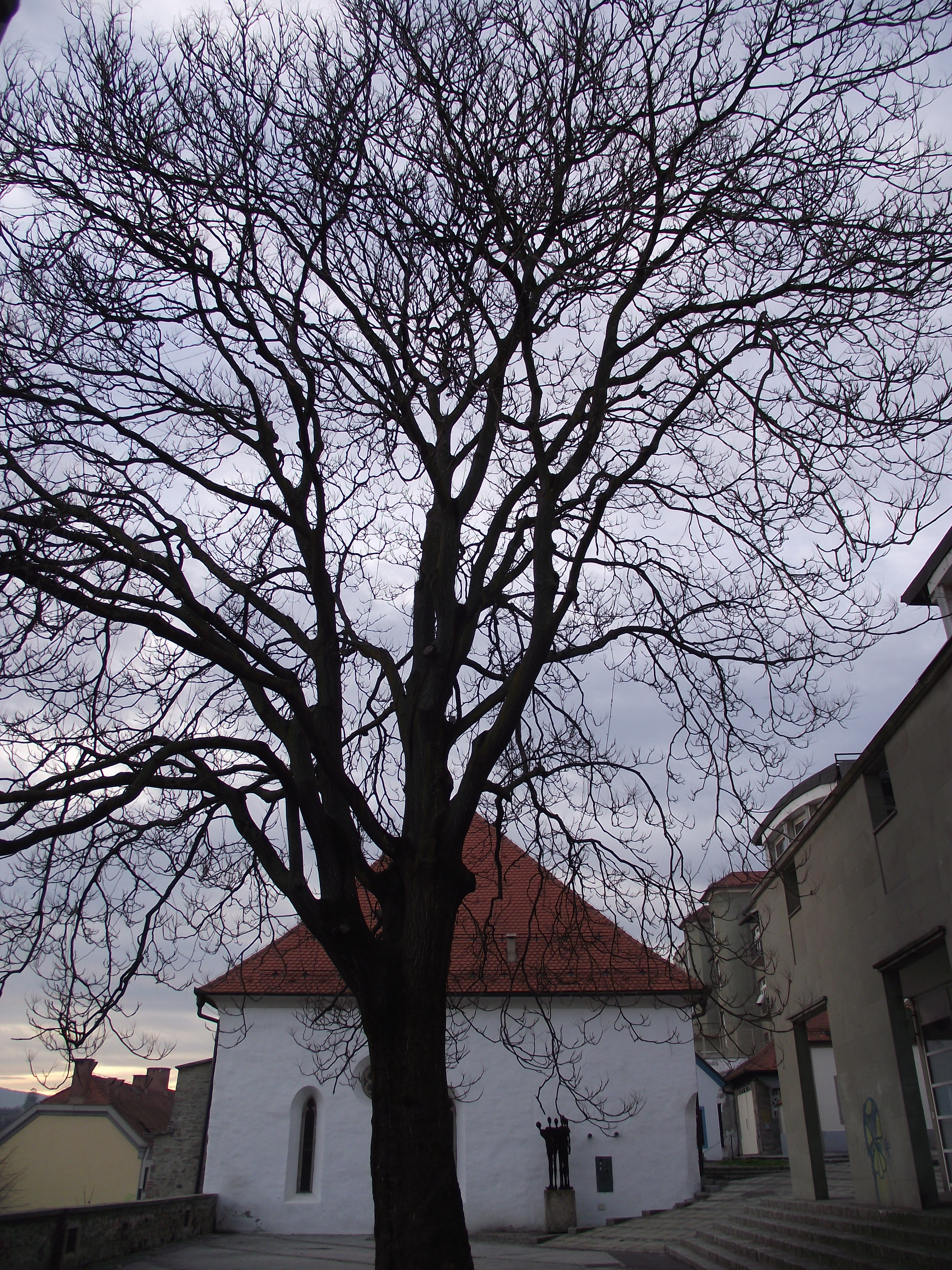
Židovski trg vnach Westen mit Synagoge

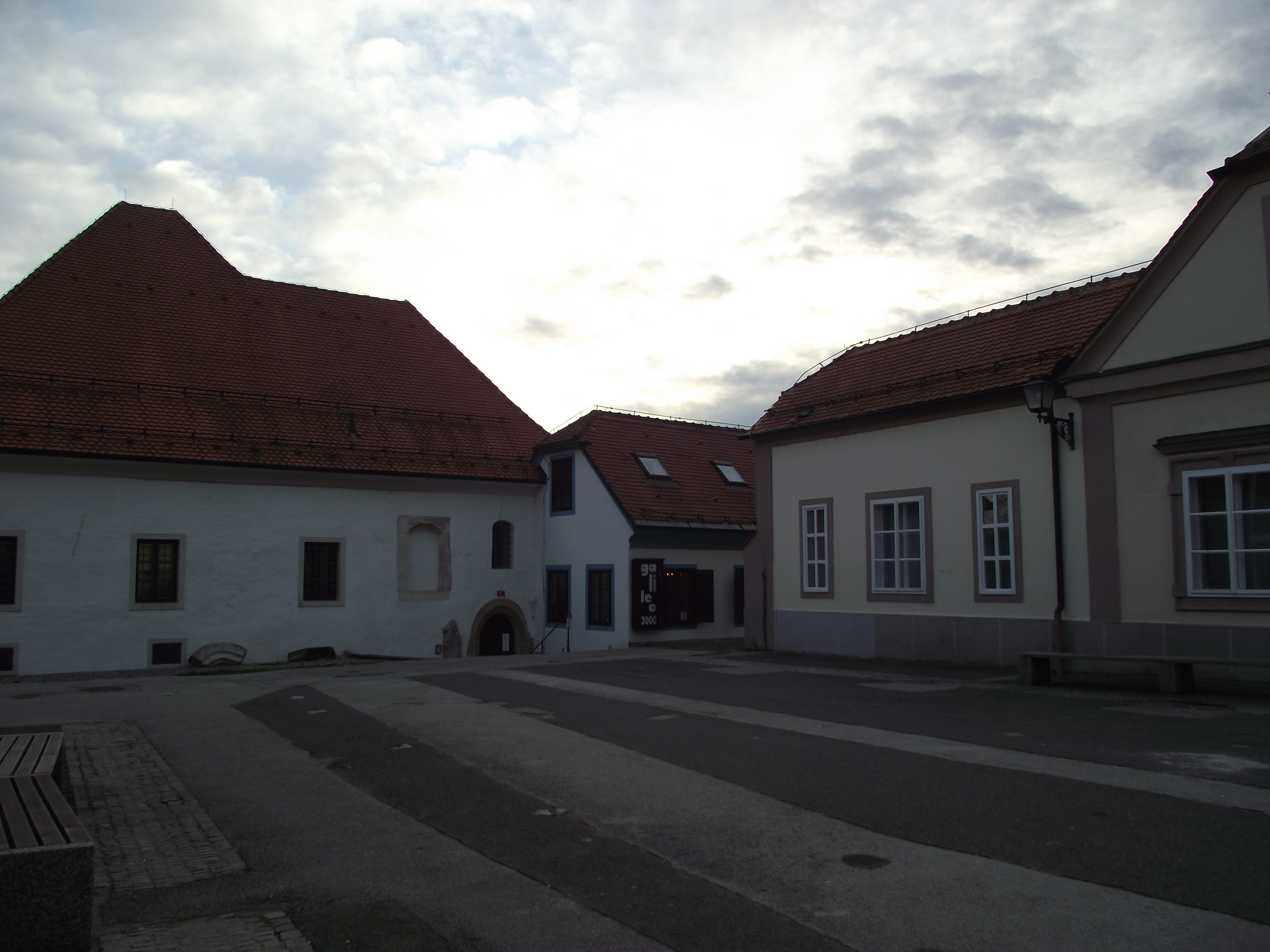
Židovski trg von Norden mit Synagoge

Židovski trg (deutsch: Judenplatz) ist der Name eines Platzes in der Altstadt von Maribor, Slowenien.

## Geschichte
Der Judenplatz war, gemeinsam mit der Judengasse, das Zentrum des ehemaligen jüdischen Viertels von Maribor, das sich in der zweiten Hälfte des 13. Jahrhunderts entwickelte.

## Lage
Der Platz liegt im Mariborer Stadtteil Lent und ist im Norden von der Židovska ulica zugänglich. Südlich des Platzes verläuft die Usnjarska ulica am linken Ufer der Drau.

## Bauwerke und Einrichtungen
- Synagoge Maribor[2]
- Judenturm Maribor aus der zweiten Hälfte des 15. Jahrhunderts, heute Sitz des Mariborer Fotoklubs.[3]